# Миен, Кали
Кали Миен (англ. Kali Meehan; 9 марта 1970 года, Окленд, Новая Зеландия) — австралийский боксёр-профессионал, выступавший в тяжёлой весовой категории.

## Профессиональная карьера
Дебютировал в мае 1997 года. После 7-и последовательных выигранных боёв, вышел в июне 1998 года против Колина Вилсона, и нокаутировал его в 5-м раунде 12-раундового боя, в бою за временного чемпиона Океании. 8-й бой в карьере Миана уже был 12-раундовым. В ноябре 1999 года, Миен встретился с боксёром из Уганды, Питером Охелло. Уже в первом раунде Охелло отправил Миана в нокдаун. Это было впервые в его карьере. Но австралиец оправился, и в 3-м раунде отправил в нокаут Охелло. В июне 2001 года Миен проиграл нокаутом в 1-м раунде Дэнни Уильямсу.
В сентябре 2004 года Кали Миен проиграл спорным раздельным решением чемпиону мира в тяжёлом весе по версии WBO, Леймону Брюстеру.

### 13 декабря2004Хасим Рахман—Кали Миен
- Место проведения:  Мэдисон Сквер Гарден, Нью-Йорк, Штат Нью-Йорк, США
- Результат: Победа Рахмана техническим нокаутом в 4-м раунде в 12-раундовом бою
- Статус: Отборочный бой за титул WBC в тяжёлом весе; отборочный бой за титул WBA в тяжёлом весе; отборочный бой за титул IBF в тяжёлом весе
- Рефери: Эдди Коттон
- Время: 3:00
- Вес: Рахман 105,20 кг; Миен 107,50 кг
- Трансляция: HBO PPV
- Счёт неофициального судьи: Харольд Ледерман (30—27 Рахман)

В ноябре 2004 года состоялся отборочный бой за все три главных титула в тяжёлом весе между австралийцем Кали Миеном и американцем Хасимом Рахманом. В конце 4-го раунда Рахман прижал австралийца в углу и начал избивать. Миен еле держался, однако рефери останавливать поединок не стал. Сразу же после гонга австралиец с трудом дошёл до своего угла, и его тренер прекратил поединок.

### 2005—2008
В октябре 2007 года Миен техническим нокаутом в 6-м раунде победил Дэваррила Уильямсона. 22 мая 2010 года, в элиминаторе WBA проиграл по очкам Руслану Чагаеву. Выиграл 3 проходных боя, и проиграл в марте 2012 года американцу Трэвису Уолкеру.